# Млинівське водосховище
Мли́нівське водосхо́вище — руслове водосховище на річці Іква у Дубенському районі Рівненської області України.

## Опис
Млинівське водосховище розташоване на річці Іква, на відстані 52 км від місця впадіння Ікви в річку Стир, поблизу с-ща Млинів у межах Дубенського району. Площа водозбору — 1980 км², площа дзеркала — 580 га (за іншими даними — 440 га), об'єм води — 6,55 млн м³, довжина — 7 км, охоплює населення чисельністю 8 тис. осіб. Згідно з дослідженнями 2014 року рівень антропічного навантаження Кан складає:
Кан = 0,1278 г/дм³ ⋅ 8000 осіб / 7,0 км = 146,06 г/м³/км
Відповідно до даних цього показника стан водосховища оцінювався як задовільний (III класу), проте як такий, що має зміни у бік перехідного стану (IV класу).
334,3 га від усієї площі поверхні водосховища відносяться до земель Млинівської селищної громади, решта 245,7 га — нерозподілені, заболочені. Прибережна смуга не визначена. Влітку у водосховищі спостерігається дефіцит розчиненого кисню та явище задухи риби.

## Історія
Водосховище створене у 1953 році для роботи Млинівської ГЕС, яка спочатку була власністю колгоспів, пізніше перебувала у колективній власності, а з 2007 року — у приватній. У 2011 році активісти з клубу рибалок «Робінзон» з міста Дубно у рамках виграного гранту Програми розвитку ООН на відновлення іхтіофауни Млинівського водосховища запустили у водосховище майже 2 тисячі тонн малька риби (коропа, товстолибка та амура білого).
8 серпня 2017 року у заплаві Млинівського водосховища відбувся масовий мор риби значного масштабу — того ж дня з поверхні Ікви зібрали маже 11 тисяч мертвих рибин. Ймовірною причиною події назвали нестачу та перепад кисню, який був спричинений зміною погоди.

## Екосистема
Іхтіофауна Млинівського водосховища за своїм складом схожа на іхтіофауну Хрінницького водосховища. Здебільшого водяться дрібні види риб (верхівка, плітка), які мають короткий цикл розвитку, є стійкими до кисневого режиму, чи є достатньо малими, аби уникати сіток браконьєрів. Крім того, трапляються плоскирка, карась сріблястий, окунь, краснопірка, лин, лящ, рідше щука та інші види. Завдяки міграції вниз за течією річки Ікви у водосховище потрапляють білизна та головень. Екосистема прогресивно деградує, перебуває у процесі старіння та накопичення домішок.
У минулому у водосховищі здійснювався промисловий вилов риби. Є об'єктом неорганізованого любительського рибальства.
Відповідно до дослідження, проведеного у червні 2010 року, у Млинівському водосховищі сформований типовий ставковий фіто- та зоопланктон. У водосховищі водяться 57 видів фітопланктону чисельністю 2850 тис. кл/дм³ і біомасою 2,48 мг/дм³. Видів зоопланктону — 38, чисельність — 2333±1053 екз/м³, біомаса — 0,09±0,07 г/м³. За чисельністю домінували представники виду Bosmina longirostris, за біомасою — Simocephalus vetulus, обидва види належать до підроду Гіллястовусі (Cladocera) підтипу Ракоподібні (Crustacea).